# Coppa Spengler 2011
L'85ª edizione della Coppa Spengler si è svolta dal 26 dicembre al 31 dicembre 2011 alla Vaillant Arena di Davos, in Svizzera. Il torneo ha coinvolto per la seconda volta sei formazioni suddivise in due gruppi da tre intitolati a Bibi Torriani ed Hans Cattini. Oltre ai padroni di casa dell'Hockey Club Davos è presente un'altra formazione svizzera, i Kloten Flyers, mentre non sono presenti i campioni uscenti dell'edizione 2010 dello SKA S. Pietroburgo. Nella fase preliminare le prime di ciascun gruppo si qualificano per le semifinali, mentre le altre squadre si affrontano nei quarti di finale.
La competizione è stata vinta dall'Hockey Club Davos in finale contro la Dinamo Riga con il punteggio di 3-2. Per i grigionesi si è trattato del quindicesimo titolo, a cinque anni di distanza dall'ultimo successo.

## Squadre

### Gruppo Torriani
Kloten Flyers
  Dinamo Riga
  Grizzlys Wolfsburg

### Gruppo Cattini
Davos (ospitante)
  Vítkovice Steel
 Team Canada

## Fase a gruppi

### Gruppo Torriani
| Davos 26 dicembre 2011, ore 15:00 UTC+1                                                                                            | Flyers    | 2 – 9 (0-0; 1-3; 1-6) referto                                                                   | Dinamo Riga | Vaillant Arena (6.500 spett.) |
| Stancescu 21' Blum 58' Marcatori 21' Karsums 25' , 46' Cipulis 29' Bukarts 42' Ozoliņš 44' , 55' Ankipāns 47' Upītis 49' Cibuļskis |           |                                                                                                 |             |                               |
| |           |                                                                                                 |             |                               |
| Stancescu 21' Blum 58' | Marcatori | 21' Karsums 25', 46' Cipulis 29' Bukarts 42' Ozoliņš 44', 55' Ankipāns 47' Upītis 49' Cibuļskis |             |                               |

| Davos 27 dicembre 2011, ore 15:00 UTC+1                                | Wolfsburg | 0 – 6 (0-1; 0-2; 0-3) referto                               | Flyers | Vaillant Arena (6.010 spett.) |
| Marcatori 14' , 57' Wick 35' Dupont 36' Herren 45' Jenni 54' Stancescu |           |                                                             |        |                               |
|                                                                        |           |                                                             |        |                               |
|                                                                        | Marcatori | 14', 57' Wick 35' Dupont 36' Herren 45' Jenni 54' Stancescu |        |                               |

| Davos 28 dicembre 2011, ore 15:00 UTC+1                 | Dinamo Riga | 3 – 1 (2-0; 0-0; 1-1) referto | Wolfsburg | Vaillant Arena (6.147 spett.) |
| Warg 11' Ankipāns 14' Bukarts 47' Marcatori 54' Paetsch |             |                               |           |                               |
|                                                         |             |                               |           |                               |
| Warg 11' Ankipāns 14' Bukarts 47'                       | Marcatori   | 54' Paetsch                   |           |                               |

| Pos. |                    | PG | V | VOT | POT | P | GF | GS | DR | Pt |
| 1.   | Dinamo Riga        | 2  | 2 | 0   | 0   | 0 | 12 | 3  | +9 | 6  |
| 2.   | Kloten Flyers      | 2  | 1 | 0   | 0   | 1 | 8  | 9  | -1 | 3  |
| 3.   | Grizzlys Wolfsburg | 2  | 0 | 0   | 0   | 2 | 1  | 9  | -8 | 0  |

### Gruppo Cattini
| Davos 26 dicembre 2011, ore 20:15 UTC+1                                                   | Team Canada | 7 – 1 (5-0; 1-0; 1-1) referto | HC Vítkovice | Vaillant Arena (6.018 spett.) |
| Kwiatkowski 3' , 38' Pittis 4' Perrault 8' McLean 11' , 53' Fata 17' Marcatori 49' Walker |             |                               |              |                               |
|                                                                                           |             |                               |              |                               |
| Kwiatkowski 3', 38' Pittis 4' Perrault 8' McLean 11', 53' Fata 17'                        | Marcatori   | 49' Walker                    |              |                               |

| Davos 27 dicembre 2011, ore 20:15 UTC+1 | Davos     | 2 – 1 (0-0; 2-1; 0-0) referto | HC Vítkovice | Vaillant Arena (6.500 spett.) |
| Tatíček 39' , 40' Marcatori 26' Pohl    |           |                               |              |                               |
|                                         |           |                               |              |                               |
| Tatíček 39', 40'                        | Marcatori | 26' Pohl                      |              |                               |

| Davos 28 dicembre 2011, ore 20:15 UTC+1                                                           | Team Canada | 1 – 8 (0-1; 1-2; 0-5) referto                                          | Davos | Vaillant Arena (6.500 spett.) |
| Pelletier 40' Marcatori 18' , 34' , 51' P. Sýkora 43' , 53' Sejna 47' Earl 57' Bürgler 58' Brendl |             |                                                                        |       |                               |
|                                                                                                   |             |                                                                        |       |                               |
| Pelletier 40'                                                                                     | Marcatori   | 18', 34', 51' P. Sýkora 43', 53' Sejna 47' Earl 57' Bürgler 58' Brendl |       |                               |

| Pos. |                 | PG | V | VOT | POT | P | GF | GS | DR | Pt |
| 1.   | Davos           | 2  | 2 | 0   | 0   | 0 | 10 | 2  | +8 | 6  |
| 2.   | Team Canada     | 2  | 1 | 0   | 0   | 1 | 8  | 9  | -1 | 3  |
| 3.   | Vítkovice Steel | 2  | 0 | 0   | 0   | 2 | 2  | 8  | -7 | 0  |

## Fase a eliminazione diretta
|  | Quarti di finale | Quarti di finale   | Quarti di finale |                    |       | Semifinali | Semifinali | Semifinali |  |  | Finale | Finale | Finale |  |
|  |                  |                    |                  |                    |       |            |            |            |  |  |        |        |        |  |
|  |                  |                    |                  |                    |       | C1         | Davos      | 4          |  |  |        |        |        |  |
|  |                  |                    |                  |                    |       | C1         | Davos      | 4          |  |  |        |        |        |  |
|  |                  |                    |                  | Vítkovice Steel    | 2     |            |            |            |  |  |        |        |        |  |
|  | T2               | Kloten Flyers      | 1                | Vítkovice Steel    | 2     |            |            |            |  |  |        |        |        |  |
|  | T2               | Kloten Flyers      | 1                |                    |       |            |            |            |  |  |        |        |        |  |
|  | C3               | Vítkovice Steel    | 5                |                    |       |            |            |            |  |  |        |        |        |  |
|  | C3               | Vítkovice Steel    | 5                |                    | Davos | Davos      | 3          |            |  |  |        |        |        |  |
|  |                  |                    |                  |                    |       |            |            |            |  |  |        |        |        |  |
|  |                  |                    | Dinamo Riga      | Dinamo Riga        | 2     |            |            |            |  |  |        |        |        |  |
|  |                  |                    |                  | Dinamo Riga        | 2     |            |            |            |  |  |        |        |        |  |
|  |                  |                    |                  |                    |       |            |            |            |  |  |        |        |        |  |
|  |                  |                    |                  |                    |       |            |            |            |  |  |        |        |        |  |
|  |                  | T1                 | Dinamo Riga      | 4                  |       |            |            |            |  |  |        |        |        |  |
|  |                  |                    |                  | 4                  |       |            |            |            |  |  |        |        |        |  |
|  |                  |                    |                  | Grizzlys Wolfsburg | 1     |            |            |            |  |  |        |        |        |  |
|  | C2               | Team Canada        | 2                | Grizzlys Wolfsburg | 1     |            |            |            |  |  |        |        |        |  |
|  | C2               | Team Canada        | 2                |                    |       |            |            |            |  |  |        |        |        |  |
|  | T3               | Grizzlys Wolfsburg | 3                |                    |       |            |            |            |  |  |        |        |        |  |

### Quarti di finale
| Davos 29 dicembre 2011, ore 15:00 UTC+1                                           | Kloten Flyers | 1 – 5 (0-1; 0-2; 1-2) referto                               | HC Vítkovice | Vaillant Arena (5.677 spett.) |
| Du Bois 59' Marcatori 17' J. Káňa 22' T. Káňa 39' J. Sýkora 41' Pohl 57' Štefanka |               |                                                             |              |                               |
|                                                                                   |               |                                                             |              |                               |
| Du Bois 59'                                                                       | Marcatori     | 17' J. Káňa 22' T. Káňa 39' J. Sýkora 41' Pohl 57' Štefanka |              |                               |

| Davos 29 dicembre 2011, ore 20:15 UTC+1                                                                                                | Team Canada    | 2 – 2 (d.t.s.) (1-1; 1-0; 0-1; 0-0) referto | EHC Wolfsburg | Vaillant Arena (6.067 spett.) |
| Pittis 14' McLean 38' Marcatori 19' Laliberte 52' Fischer Perrault Roest Vigier Perrault Shootout 0 – 1 Bishai Hospelt Haskins Hospelt |                |                                             |               |                               |
| |                |                                             |               |                               |
| Pittis 14' McLean 38' | Marcatori      | 19' Laliberte 52' Fischer                   |               |                               |
| Perrault Roest Vigier Perrault | Shootout 0 – 1 | Bishai Hospelt Haskins Hospelt              |               |                               |

### Semifinali
| Davos 30 dicembre 2011, ore 15:00 UTC+1                                          | Davos     | 4 – 2 (1-1; 2-1; 1-0) referto | HC Vítkovice | Vaillant Arena (6.500 spett.) |
| Sciaroni 4' Tatíček 25' Brendl 30' P. Sýkora 60' Marcatori 12' Sedivy 24' Walker |           |                               |              |                               |
|                                                                                  |           |                               |              |                               |
| Sciaroni 4' Tatíček 25' Brendl 30' P. Sýkora 60'                                 | Marcatori | 12' Sedivy 24' Walker         |              |                               |

| Davos 30 dicembre 2011, ore 20:15 UTC+1                         | Dinamo Riga | 4 – 1 (1-1; 2-0; 1-0) referto | EHC Wolfsburg | Vaillant Arena (6.500 spett.) |
| Bičevskis 15' Karsums 27' , 29' Lundmark 60' Marcatori 12' Kohl |             |                               |               |                               |
|                                                                 |             |                               |               |                               |
| Bičevskis 15' Karsums 27', 29' Lundmark 60'                     | Marcatori   | 12' Kohl                      |               |                               |

### Finale
| Davos 31 dicembre 2011, ore 12:00 UTC+1                                  | Davos     | 3 – 2 (2-0; 1-1; 0-1) referto | Dinamo Riga | Vaillant Arena (6.500 spett.) |
| Sciaroni 2' P. Sýkora 11' Brendl 31' Marcatori 22' Lundmark 60' Lucenius |           |                               |             |                               |
|                                                                          |           |                               |             |                               |
| Sciaroni 2' P. Sýkora 11' Brendl 31'                                     | Marcatori | 22' Lundmark 60' Lucenius     |             |                               |

## Roster della squadra vincitrice
| Vincitori della Coppa Spengler 2011 HC Davos | Portieri: Reto Berra, Leonardo Genoni Difensori: Janne Niinimaa, Tim Ramholt, René Back, Beat Forster (A), Ramón Untersander, Jan von Arx, Robin Grossmann, Mathias Joggi Attaccanti: Janick Steinmann, Peter Sejna, Raphaël Kuonen, Petr Tatíček, Grégory Sciaroni, Lukas Sieber, Josef Marha (A), Pavel Brendl, Petr Sýkora, Sandro Rizzi (C), Reto von Arx, Dario Bürgler, Peter Guggisberg, Robbie Earl Allenatore: Arno del Curto |

## Riconoscimenti

### All-Star Team
| Attacco:  | Robbie Earl – Petr Sýkora – Kai Hospelt |
| Difesa:   | Beat Forster – Sandis Ozoliņš           |
| Portiere: | Roman Málek                             |

### Migliori marcatori
| Giocatore       | Squadra     | PG | Gol | Assist | Punti |
| --------------- | ----------- | -- | --- | ------ | ----- |
| Roberts Bukarts | Dinamo Riga | 4  | 2   | 4      | 6     |
| Petr Sýkora     | Davos       | 4  | 5   | 0      | 5     |
| Petr Tatíček    | Davos       | 4  | 3   | 2      | 5     |
| Robbie Earl     | Davos       | 4  | 1   | 4      | 5     |
| Pavel Brendl    | Davos       | 4  | 3   | 1      | 4     |
| Mārtiņš Karsums | Dinamo Riga | 4  | 3   | 1      | 4     |
|                 |             |    |     |        |       |